# Sulawesischarrelaar
De sulawesischarrelaar of Temmincks scharrelaar (Coracias temminckii) is een soort scharrelaar uit het geslacht Coracias, die endemisch is op Sulawesi. De vogel is vernoemd naar de Nederlandse vogelkundige Coenraad Jacob Temminck.

## Beschrijving
De sulawesischarrelaar is 30-40 cm lang. De vogel is helder lichtblauw op de borst en buik en op de kruin. De rug, schouder en een groot deel van de vleugeldekveren zijn olijfgroen. De kop is rond het oog donkerpaars en dit gaat geleidelijk over in het donker olijfgroen van de schouders. De staart is glanzend donkerpaars tot bijna zwart en de stuit is lichtblauw. De snavel is zwart. Mannetje en het vrouwtje hebben hetzelfde verenkleed, de onvolwassen vogels zijn minder kleurrijk en zijn bruin op de borst met een blauwe waas.

## Verspreiding en leefgebied
De sulawesischarrelaar komt voor op Sulawesi en enkele eilanden in de buurt zoals Pulau Manterawu, Pulau Bangka, Pulau Lembeh, Pulau Butung en Pulau Muna. Het leefgebied van de Sulawesischarrelaar bestaat uit een afwisselend, savanne-achtig landschap tot op een hoogte van ca. 1000 m boven de zeespiegel. Het is geen vogel van dicht primair regenbos. In het laagland bewoont de vogel de randen van het regenbos of kale stukken waarin nog hoge (dode of levende) bomen staan. Verder is de vogel te vinden in mangrovebossen, gebieden met struikgewas, agrarisch gebied met dorpen waar hij vaak zittend op telegraafpalen is te vinden of in de kale takken van alleenstaande bomen.

## Status
De grootte van de populatie is niet gekwantificeerd, maar er is geen aanleiding te veronderstellen dat de soort bedreigd wordt in zijn voortbestaan. Daarom staat de sulawesischarrelaar als niet bedreigd op de Rode Lijst van de IUCN.